# Ваулино (Саратовская область)
Ваулино — село в Красноармейском районе Саратовской области, в составе муниципального образования «город Красноармейск».
Население — 366 чел. (2010).

## История
Дата основания не установлена. Во второй половине XIX века село относилось к Золотовской волости Камышинского уезда Саратовской губернии, вместе с деревней Мазоли составляло сельское общество. Жители — бывшие удельные крестьяне, великороссы, православные и поморцы. В 1886 году земельный надел общества составлял 3493 десятины удобной и 539,5 неудобной земли. В 1859 году открыта школа, имелась церковь. Жители занимались землепашеством и садоводством.
С 1922 по 1941 год село относилось к Золотовскому кантону Трудовой коммуны, с 1923 года — АССР немцев Поволжья. С 1941 по 1960 — к Золотовскому району Саратовской области. В составе Красноармейского района — с 1960 года.

## Физико-географическая характеристика
Село находится в лесостепи, в пределах Приволжской возвышенности, являющейся частью Восточно-Европейской равнины, на реке Мазоли (правый приток Каменки). Высота центра населённого пункта — 122 метра над уровнем моря. Рельеф местности холмисто-равнинный, развита овражно-балочная сеть. Почвы — чернозёмы (без разделения).
Через село проходит автодорога, связывающая Красноармейск и село Ревино. По автомобильным дорогам расстояние до областного центра города Саратова составляет 90 км, до районного центра города Красноармейска — 11 км. Ближайшая железнодорожная станция Бобровка железнодорожной линии Петров Вал — Саратов III Приволжской железной дороги расположена в 26 км к северо-западу от села.
Климат
Климат умеренный континентальный (согласно классификации климатов Кёппена — Dfa). Многолетняя норма осадков — 411 мм. Наибольшее количество осадков выпадает в июне — 44 мм, наименьшее в марте — 22 мм. Среднегодовая температура положительная и составляет + 6,4 °С, средняя температура самого холодного месяца января −10,2 °С, самого жаркого месяца июля +22,3 °С.
Часовой пояс
Ваулино, как и вся Саратовская область, находится в часовой зоне МСК+1. Смещение применяемого времени относительно UTC составляет +4:00. Истинный полдень — 11:56:15 по местному времени

## Население
Динамика численности населения по годам:
| 1862 | 1886 | 1891 | 1897 | 1911 | 1926 | 1987 | 2002 |
| ---- | ---- | ---- | ---- | ---- | ---- | ---- | ---- |
| 928  | 1794 | 1907 | 1988 | 2247 | 1803 | 340  | 324  |

| 2002 | 2010 |
| ---- | ---- |
| 320  | ↗366 |